# Phaidras Liebe
Phaidras Liebe, Originaltitel Phaedra’s Love, ist das zweite Theaterstück der britischen Dramatikerin Sarah Kane. Die Uraufführung fand 1996 am Londoner Gate Theatre unter Regie der Autorin statt. Die deutschsprachige Erstaufführung fand am 22. April 1998 Schauspiel Bonn unter der Regie von Ricarda Beilharz und John von Düffel statt.

## Handlung
Dramatis personae sind Theseus, seine Frau Phaidra, ihre Kinder Hippolytos und Strophe, ein Priester und ein Arzt. Das Stück ist unterteilt in acht Szenen, es findet statt am Königspalast des Theseus. Theseus ist im Krieg. Hippolytos ist der fernseh-, ess- und sexsüchtige Stiefsohn Phaidras, die in ihn verliebt ist. Zu seinem Geburtstag schenkt sie ihm ihre sexuelle Hingabe, die er nach einigem Zögern auch annimmt. Gleichzeitig verletzt er sie durch die Erwähnung der Tatsache, dass er ebenfalls Sex mit Strophe, seiner Stiefschwester, hatte. Phaidra begeht Suizid. In ihrem Abschiedsbrief beschuldigt sie Hippolytos der Vergewaltigung. Dieser wird daraufhin in Gewahrsam genommen und soll hingerichtet werden. Ein Arzt und ein Priester bemühen sich um sein körperliches wie geistiges Seelenheil, wobei der Priester dem attraktiven Hippolytos ebenfalls verfällt und Oralsex mit ihm hat. Am Tag der Hinrichtung kehrt Theseus in die Stadt zurück, schwört, Rache an seinem Sohn zu nehmen, vergewaltigt seine eigene Tochter Strophe, die sich wie er verkleidet hat. Theseus schlitzt ihr die Kehle auf. Nachdem er sein Opfer als Strophe erkannt hat und Hippolytos im Sterben liegt, schlitzt er sich selbst auch die Kehle auf. Hippolytos wird von der Meute, die auf seine Hinrichtung wartet, gelyncht und erlebt zum einzigen Mal in seinem Leben die Abwechslung, nach der er sich immer gesehnt hat.

## Form
Sarah Kane greift den antiken Phaidra-Mythos auf und baut ihn um: Hippolytos wird dargestellt als abgestumpftes Objekt der Gesellschaft, die ihn schließlich hinrichten wird für das Ausleben der Werte, die sie ihm vermittelt hat. Die Liebe seiner Stiefmutter ist bis in den Tod von Verzweiflung und Aufopferung geprägt; sie erfüllt ihm schließlich durch ihren eigenen Tod die Sehnsucht nach Aufregung. Kane „nimmt sich der Gewalt an, um ihren Figuren mit stichhaltigen Sätzen Wunden zu schlagen, bis sie alle nacheinander verrecken, obwohl sie doch eigentlich nur eins wollen: lieben.“ Sie bleibt ihrer Thematik von Liebe und deren Grenzen treu und zeigt dabei die Gewalt, Verzweiflung und Grausamkeit der Familie sowie der Gesellschaft.

## Reaktionen
Phaidras Liebe ist das einzige Stück Sarah Kanes, das eine gewisse Art von Humor zu zeigen scheint. Die lethargische Art der Darstellung höchster Grausamkeit traf den britischen schwarzen Humor. In der Darstellung der zwei Extreme Hippolytos und Phaidra wurde Phaidras Liebe als das in seiner Polarität am deutlichsten verständliche Stück von Sarah Kane bewertet. Gerhard Preusser berichtete in Theater Heute über die deutsche Erstaufführung Bonn in der Regie von Ricarda Beilharz und John von Düffel und bedauerte, dass die letzte Szene sprachlich als Vortrag Phaidras gestaltet wurde anstatt als visuelle Inszenierung der Gewalt. Dieser Verzicht verstümmele das Stück.